# C40 (Namibië)
De C40 is een secundaire weg in het noordwesten van Namibië. De weg loopt van Outjo via Kamanjab naar Palmwag.
De C40 is 269 kilometer lang en loopt door de regio Kunene.